# Boban Arsenijević
Boban Arsenijević (* 5. November 1974 in Niš) ist ein serbischer Slawist.

## Leben
Nach der Promotion 2006 an der Universität Leiden ist er seit 2017 Professor für Slawische Sprachwissenschaft in Universität Graz.
Seine Forschungsschwerpunkte sind Semantik, Syntax, Morphologie und insbesondere deren gemeinsame Schnittstellen.
Arsenijević ist Unterzeichner der 2017 veröffentlichten Deklaration zur gemeinsamen Sprache der Kroaten, Serben, Bosniaken und Montenegriner.

## Schriften (Auswahl)
- Inner aspect and telicity. The decompositional and the quantificational nature of eventualities at the syntax-semantics interface. Utrecht 2006, ISBN 90-78328-13-4.
- mit Berit Gehrke und Rafael Marín (Hrsg.): Studies in the composition and decomposition of event predicates. Heidelberg 2013, ISBN 978-94-007-5982-4.